# 鹿児島県の市町村歌一覧
鹿児島県の市町村歌一覧（かごしまけんのしちょうそんかいちらん）は、日本の鹿児島県に属する市町村で制定されている、もしくは過去に制定されていた市町村歌などの自治体歌やそれに準じた楽曲の一覧である。なお、一覧の順序は全国地方公共団体コード順による。

## 概説
県庁所在地の鹿児島市では1926年（大正15年）に市章を制定した際、市歌の制定についても検討されたが「制定しても頻繁に歌われるものではない」との否定的意見が大勢を占めたため、その後も長らく市歌は制定されず半世紀近く後の1972年（昭和47年）にようやく制定が実現した。他の市部では平成の大合併で編入合併のイメージを避けるために旧市の名称を引き継がず改称した自治体の多さを反映し、合併から2〜5年内と早期に新市歌を制定する所が目立っているが、奄美市は合併協定の取り決めにあった市民歌制定までに15年を要した。
町村部では本土で町歌を制定していない町や町民音頭のみを制定している町が散見されるが、島嶼では非常に制定率が高く奄美群島、大隅諸島、上三島、トカラ列島の全市町村で自治体歌が制定されている。

## 市部
鹿児島市
- 鹿児島市民歌[1] - 1972年（昭和47年）6月15日制定

作詞：高城俊男 作曲：中田喜直
第27回太陽国体開催記念。
鹿屋市
- 鹿屋市民歌

作詞：社会教育課選定 作曲：迫田武資
新設合併前の（旧）鹿屋市の市歌である。大隅中央合併協議会では市歌について特に取り決めが行われなかったため、現在の地位は不明確である。
枕崎市
- 枕崎市民歌[2] - 1969年（昭和44年）9月制定

作詞：内与詩守 補作：蓑手重則 作曲：田中義人
阿久根市
- じゃっせん あくね[3] - 2011年発表

作詞・作曲：吉松美津子 編曲：松本圭使
正式な市歌ではなく「阿久根市PRソング」とされている。
出水市
- 夢のつづき - 1994年（平成6年）4月制定[4]

作詞：岡田哲也 作曲：南こうせつ
新設合併前の（旧）出水市の時代に作成されたイメージソング。出水市・高尾野町・野田町合併協議会では旧市の市民歌や市民音頭と合わせて「新市に移行後、制定の有無を含め調整する」との申し合わせが行われたため公的には失効扱いとなっているが、新設合併後も引き続き演奏されている。
指宿市
- 希望あらたに[7] - 2009年（平成21年）制定

作詞：南英市 作曲：鎌田範政
2代目（新設合併後としては初代）の市歌である。
西之表市
- 西之表市民の歌 - 1988年（昭和63年）10月23日制定

作詞：今里修 作曲：木村雅宣
垂水市
- 垂水市民憲章の歌[8] - 1990年（平成2年）制定

作詞：垂水市民憲章制定委員会 作曲：藤尾清信
1968年（昭和43年）10月1日に制定された市民憲章の条文に旋律を付け、市の愛唱歌としている。
薩摩川内市
- 輝け 未来へ[10] - 2009年(平成21年)6月10日制定

作詞：星合節子 作曲：吉俣良
合併5周年記念。
日置市
- 光り輝く日置市[11] - 2010年（平成22年）制定

作詞：石井昭吉 作曲：藤島昌寿
曽於市
- 曽於市民歌[12] - 2006年（平成18年）7月2日制定

作詞：橋本絹代 作曲：鎌田範政
霧島市
- 霧島市歌[13] - 2007年（平成19年）制定

作詞：伴久志 作曲：髙月啓充
合併2周年記念。愛唱歌2曲と市民音頭も同時に制定された。
いちき串木野市
- 故郷 〜輝く未来へ〜[14] - 2015年（平成28年）10月11日制定

作詞：福田惠一 作曲：藤島昌寿
合併10周年記念。合併前の旧「串木野市民歌」と同じ作曲者が手掛けている。
南さつま市
- 南さつま市民歌 〜夢を紡ぐ〜[15] - 2010年（平成22年）制定

作詞：駒井瞭 作曲：伊地知元子
志布志市
- フロムしぶし[16] - 2007年（平成19年）発表

作詞：大峯瑞季 作曲・編曲：野田陽造
市イメージソング。
奄美市
- 奄美市民歌 〜輝く未来へ〜[17] - 2021年（令和3年）3月20日制定

作詞：保岡直樹 作曲：原田敬子
奄美大島地区合併協議会では合併後の市歌について「新市において制定する」との方針が確認され、合併15周年に当たる2021年に制定された。
- 奄美大行進曲 - 2007年（平成19年）発表

（原曲の作詞・作曲者は後述） 編曲：陸上自衛隊第八師団第八音楽隊
合併1周年を記念して旧3市町村の「名瀬市民歌」「住用村民歌」「笠利町民歌」をメドレーとして編曲。市民歌制定までの代替曲として演奏された。
南九州市
- 南九州市民歌[19] - 2011年（平成23年）3月20日制定

作詞：石原一輝 作曲：田口博巳
合併3周年記念。
伊佐市
- 伊佐はとってもいーさ[20] - 2013年（平成25年）制定

作詞：伊佐の子どもたち 作曲：北岸和夫
姶良市
- 姶良市民歌[21] - 2015年（平成27年）5月16日制定

作詞：別當法道 作曲：佐藤眞由美
市制5周年記念。

## 町村部
鹿児島郡三島村
- 夢光る - 1994年（平成6年）1月制定[22]

作詞：田中順之祐 作曲：鎌田範政
鹿児島郡十島村
- 十島のうた - 1960年（昭和35年）11月制定

作詞：内田敬造 作曲：迫田武資
薩摩郡さつま町
- さつま町民音頭[23] - 2010年（平成22年）制定

作詞：甫立洋子 作曲：松永太郎
合併5周年記念。
出水郡長島町
- ふるさとのうた〈長島町民歌〉[24] - 2016年（平成28年）3月20日制定

作詞：長島町のみなさん 作曲：平田みずほ
合併10周年記念。
姶良郡湧水町
- 湧水町町民歌 - 2015年（平成27年）制定

作詞：朝倉修 作曲：鈴木直己
合併10周年記念。
曽於郡大崎町
- 大崎町民歌[25]

作詞：正木喬二 作曲：中村平 編曲：坂下滉
肝属郡東串良町
- はばたくわが町

作詞：有馬栄子 作曲：河添達也
肝属郡錦江町
- 錦江町歌[26]

肝属郡南大隅町
- （未制定）

南大隅合併協議会では「新町において定める」とされていたが、実現していない。なお、町の公式サイトでは佐多岬イメージソング「スミッコはいつでも最先端」が紹介されている。
肝属郡肝付町
- （未制定）

肝属合併協議会では町歌に関する取り決めは特に行われなかった。
熊毛郡中種子町
- 中種子町民歌[29]

作詞・作曲：中種子町民歌制定委員会
熊毛郡南種子町
- 南種子町民歌[30] - 1962年（昭和37年）9月制定

作詞・作曲：岩坪厳
熊毛郡屋久島町
- 屋久島町町民歌[31]

作詞：竹中浩昭 作曲・編曲：新田祐樹
大島郡大和村
- 大和村民歌[32] - 1968年（昭和43年）制定

作詞：中山高栄 作曲：西孝子
大島郡宇検村
- 宇検村民歌[33]

作詞：池田健蔵 作曲：山畑馨
大島郡瀬戸内町
- 瀬戸内町民歌[34]

作詞：池添静雄 補作：伊吹とおる 作曲：渡久地政信
大島郡龍郷町
- 龍郷町民歌

作詞：阿多利信義 作曲：福島豊彦
大島郡喜界町
- 喜界町民歌 - 1968年（昭和43年）10月制定[35]

作詞：武原秀次 作曲：下薗和郎
大島郡徳之島町
- 徳之島町町歌[36]

作詞：上田武義 作曲：徳山博良
大島郡天城町
- 天城町民歌

作詞：神田善一郎 作曲：武田恵喜秀
大島郡伊仙町
- 伊仙小唄

作詞：伊集田實 作曲：有川隆久
大島郡和泊町
- 和泊町民歌

作詞：山口喜慶 作曲：武田恵喜秀
大島郡知名町
- 知名町民歌[37]

作詞：吉沢亮 作曲：赤地信
大島郡与論町
- 与論町民歌[38] - 1978年（昭和53年）4月26日制定

作詞：内与詩守 作曲：益田元甫

## 廃止された市町村歌
名瀬市
- 名瀬市民歌

作詞：西田功 作曲：三界稔
合併して奄美市となった翌年に「奄美大行進曲」へ再利用された。
出水市
- 出水市民歌[4] - 1961年（昭和36年）6月10日制定

新設合併前の（旧）出水市の市歌である。出水市・高尾野町・野田町合併協議会で市民音頭と共に「新市に移行後、制定の有無を含め調整する」との申し合わせを受けて廃止された。
指宿市
- 指宿市民歌

作詞：岡本淳三 作曲：宇野誠一郎
初代の市歌である。新設合併に伴い廃止された。
川内市
- 川内市民歌 - 1947年（昭和22年）9月制定[39]

作詞：芳賀武 作曲：山田耕筰
国分市
- 国分市歌 - 1965年（昭和40年）11月1日発表

作詞：浜田盛秀 作曲：武田恵喜秀
市制施行10周年記念。市民憲章と同時に公募され、同記念式典の席上で国分中学校生徒の合唱によって発表された。選考には県立図書館館長であった椋鳩十が参加し、作曲は鹿児島大学教授の武田に依頼された。
串木野市
- 串木野市民歌

作詞：正木喬二 作曲：藤島昌寿
大口市
- 大口市民歌 - 1972年（昭和47年）8月制定

作詞：海音寺潮五郎 作曲：武田恵喜秀
加世田市
- 加世田市民歌

作詞：是枝文一 作曲：鎌田範政
鹿児島郡吉田町
- 吉田町町民歌

作詞：蓑手重則 作曲：鎌田範政
揖宿郡喜入町
- 喜入町シャンソン - 1966年（昭和41年）発表

作詞：星野哲郎 作曲：島津伸男
町民愛唱歌。石油基地開港を記念して選定された町民音頭「喜入音頭」（作詞：大保ふさ子 作曲：島津伸男）と同時に作成。
揖宿郡頴娃町
- 頴娃町民歌 - 1981年（昭和56年）9月26日制定[42]

作詞：竹下影雄 作曲：武田恵喜秀
揖宿郡開聞町
- 開聞町民歌 - 1981年（昭和56年）9月26日制定

作詞：石神一郎 作曲：武田恵喜秀
川辺郡知覧町
- 知覧町民歌 - 1968年（昭和43年）10月制定[42]

作詞：福田克彦 作曲：武田恵喜秀 編曲：小沢直与志
川辺郡川辺町
- 川辺町民歌[42]

作詞：石踊正治 作曲：田中義人
日置郡市来町
- 市来町民歌 - 1990年（平成2年）制定[43]

日置郡東市来町
- 東市来町町民歌 - 1930年（昭和5年）5月制定[43]

村民歌として制定後、1937年（昭和12年）の町制施行により「町民歌」へ改題。
日置郡伊集院町
- 伊集院町民歌 - 1966年（昭和41年）9月制定[43]

日置郡松元町
- 松元町町民歌

作詞：内与詩守 作曲：渉秀豊
日置郡郡山町
- 郡山町歌 - 1966年（昭和41年）制定

作詞：榎園徳蔵、学校教育振興会 作曲：麓茂三郎
日置郡日吉町
- 日吉町民歌 - 1965年（昭和40年）4月9日制定[43]

作曲：武田恵喜秀
日置郡金峰町
- 金峰町民歌 - 1970年（昭和45年）8月制定[43]

薩摩郡樋脇町
- 樋脇町民歌 - 1964年（昭和39年）制定[44]

薩摩郡入来町
- 入来町民歌 - 1978年（昭和53年）7月制定

作詞：副田凱馬 作曲：武田恵喜秀
薩摩郡東郷町
- 東郷町民歌 - 1982年（昭和57年）12月2日制定[44]

薩摩郡祁答院町
- 祁答院町民歌 - 1968年（昭和43年）9月制定

作詞：福村徳平 作曲：武田恵喜秀
薩摩郡里村
- 里村民歌 - 1991年（平成3年）制定[39]

村制100周年記念。
薩摩郡上甑村
- 上甑村民歌 - 1980年（昭和55年）3月1日制定[39]

薩摩郡下甑村
- 下甑村民歌 - 1986年（昭和61年）1月1日制定[39]

伊佐郡菱刈町
- 菱刈町民歌

作詞：椋鳩十
姶良郡姶良町
- 姶良町民歌 - 1965年（昭和40年）9月18日制定

作詞： 久保田彦穂 作曲：武田恵喜秀
姶良郡霧島町
- 霧島町民歌 - 1968年（昭和43年）11月制定

作詞：福田克彦 作曲：武田恵喜秀
姶良郡隼人町
- 隼人町民歌 - 1972年（昭和47年）9月27日制定

作詞：帯刀征夫 作曲：武田恵喜秀
曽於郡大隅町
- 大隅町民歌 - 1965年（昭和40年）1月9日制定

作曲：武田恵喜秀
曽於郡輝北町
- 輝北町民歌 - 1966年（昭和41年）3月31日制定

作詞：前田政雄 作曲：武田恵喜秀
曽於郡財部町
- 財部町民歌 - 1966年（昭和41年）10月18日制定

作詞： 久保田彦穂 作曲：武田恵喜秀
曽於郡志布志町
- 志布志町町民歌

作詞：橋口正則 作曲：武田恵喜秀 編曲：かみたかし
曽於郡有明町
- 有明町民歌 - 1970年（昭和45年）3月31日制定

作詞：内与詩守 作曲：武田恵喜秀
熊毛郡屋久町
- 屋久町民歌

作詞：町民歌作成委員会 作曲・編曲：小沢直与志
熊毛郡上屋久町
- 上屋久町民歌[45] - 1988年（昭和63年）4月17日制定

町制30周年記念。
大島郡笠利町
笠利町民歌
作詞：西田正一 作曲：近森出来治
合併して奄美市となった翌年に「奄美大行進曲」へ再利用された。
大島郡住用村
- 住用村民歌

作詞：盛島秀史 作曲：武田恵喜秀
合併して奄美市となった翌年に「奄美大行進曲」へ再利用された。